# Pierre Arditi
Pierre Marie Denis Ardit (ur. 1 grudnia 1944 w Paryżu) – francuski aktor. Dwukrotny laureat Cezara, odznaczony Orderem Narodowym Zasługi (2005), Legii Honorowej (2016) i Orderem Sztuki i Literatury (2017).

## Życiorys
Jego matka, Yvonne Leblicq, była Belgijką z Brukseli, a ojciec, Georges Arditi, był malarzem pochodzącym z Marsylii pochodzenia żydowskiego.
W 1965 zadebiutował na scenie w Lyonie w sztuce Elocoquente, w tym samym czasie, co jego siostra Catherine. Po raz pierwszy trafił na mały ekran w telewizyjnym dramacie kryminalnym 99 minuta (La 99ème minute, 1966). Przełomem była rola Pierre’a Belcroix w filmie Alaina Resnais Melodramat (Mélo, 1986), za którą otrzymał nagrodę Cezara dla najlepszego aktora w roli drugoplanowej. Jako Toby Teasdale, Miles Coombes, Lionel Hepplewick i Joe Hepplewick w komediodramacie Palić/Nie palić (Smoking / No Smoking, 1993) zdobył Cezara dla najlepszego aktora.

## Wybrana filmografia
- 1971: Blaise Pascal jako Blaise Pascal
- 1980: Wujaszek z Ameryki jako Zambeaux
- 1992: Mała apokalipsa jako Henri, obecny mąż Barbary
- 1995: Huzar jako pan Peyrolle
- 1997: Znamy tę piosenkę jako Claude Lalande
- 1998: Hrabia Monte Christo jako Gérard de Villefort
- 2021: Skarb Mikołajka jako pan Moucheboume, szef taty Mikołajka